# Фирнхайм
Фирнхайм (нем. Viernheim) — город в Германии, в земле Гессен. Подчинён административному округу Дармштадт. Входит в состав района Бергштрассе.  Население составляет 32 601 человек (на 31 декабря 2010 года). Занимает площадь 48,41 км². Официальный код — 06 4 31 020.